# Tunnelbund
Beim Tunnelbund wird die obere Kante eines Kleidungsstückes (Hose oder Rock) nach innen geklappt und angenäht. Dadurch entsteht ein Tunnel, in den ein Gummi eingezogen wird. Verwendet wird diese Variante vor allem bei Kinderkleidung, Nachtwäsche und Sportbekleidung. Hier besteht der Vorteil darin, dass der Bund sich der Bundweite des Trägers gut anpassen lässt und (gerade bei Kindern) eine Zeit lang mitwächst. Weiterhin kann ein ausgeleierter Gummi einfach ersetzt werden.